# World Series of Poker 2010

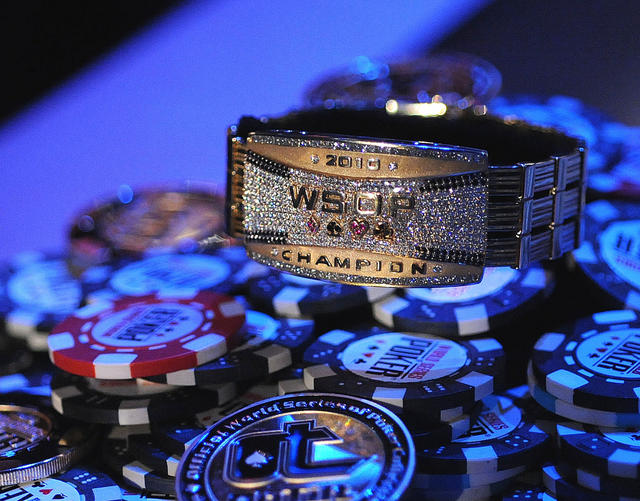
Il braccialetto di campione del Main Event 2010 vinto da Duhamel.

Le World Series of Poker 2010 furono la quarantunesima edizione della manifestazione. Si tennero dal 27 maggio al 17 luglio presso il casinò Rio All Suite Hotel and Casino di  Las Vegas. Il tavolo finale fu disputato i giorni 6 e 8 novembre.
Il vincitore del Main Event fu Jonathan Duhamel.

## Eventi preliminari
| Evento                                                        | Iscritti | Vincitore          | Premio     | Ultimo giocatore eliminato |
| ------------------------------------------------------------- | -------- | ------------------ | ---------- | -------------------------- |
| $500 Casino Employees No Limit Hold'em                        | 721      | Hoai Pham          | $71.424    | Arthur Vea                 |
| $50.000 The Poker Player's Championship                       | 116      | Michael Mizrachi   | $1.559.046 | Vladimir Shchemelev        |
| $1.000 No Limit Hold'em                                       | 4.345    | Aadam Daya         | $625.872   | Deepak Bhatti              |
| $1.500 Omaha Hi-Low Split 8 or Better                         | 818      | Michael Chow       | $237.140   | Dan Heimiller              |
| $1.500 No Limit Hold'em                                       | 2.092    | Praz Bansi         | $515.501   | Vincent Jacques            |
| $5.000 No Limit Hold'em Shootout                              | 358      | Joshua Tieman      | $441.692   | Neil Channing              |
| $2.500 2–7 Triple Draw Lowball                                | 291      | Peter Gelencser    | $180.730   | Raphael Zimmerman          |
| $1.500 No Limit Hold'em                                       | 2.341    | Pascal LeFrancois  | $568.974   | Max Steinberg              |
| $1.500 Pot Limit Hold'em                                      | 650      | James Dempsey      | $197.470   | Steve Chanthabouasy        |
| $10.000 Seven Card Stud Championship                          | 150      | Mến Nguyễn         | $394.807   | Brandon Adams              |
| $1.500 No Limit Hold'em                                       | 2.563    | Simon Watt         | $614.248   | Tom Dwan                   |
| $1.500 Limit Hold'em                                          | 625      | Matt Matros        | $189.870   | Ahmad Abghari              |
| $1.000 No Limit Hold'em                                       | 3.042    | Steven Gee         | $472.479   | Matt Vance                 |
| $1.500No Limit 2–7 Draw Lowball                               | 250      | Yan Chen           | $92.817    | Mike Wattel                |
| $10.000 Seven Card Stud Hi-Low Split 8 or Better Championship | 170      | Frank Kassela      | $447.442   | Allen Kessler              |
| $1.500 No Limit Hold'em Sixhanded                             | 1.663    | Carter Phillips    | $482.774   | Samuel Gerber              |
| $5.000 No Limit Hold'em                                       | 792      | Jason DeWitt       | $818.959   | Sam Trickett               |
| $2.000 Limit Hold'em                                          | 476      | Eric Buchman       | $203.607   | Brent Courson              |
| $10.000 No Limit 2–7 Draw Lowball Championship                | 101      | David Baker        | $294.321   | Eric Cloutier              |
| $1.500 Pot Limit Omaha                                        | 885      | John Barch         | $256.919   | Klinghammer Thibaut        |
| $1.500 Seven Card Stud                                        | 408      | Richard Ashby      | $140.467   | Christine Pietsch          |
| $1.000 Ladies No Limit Hold'em Championship                   | 1.054    | Vanessa Hellebuyck | $192.132   | Sidsel Boesen              |
| $2.500 Limit Hold'em Sixhanded                                | 384      | Dutch Boyd         | $234.065   | Brian Meinders             |
| $1.000 No Limit Hold'em                                       | 3.289    | Jeffrey Tebben     | $503.389   | J.D. McNamara              |
| $10.000 Omaha Hi-Low Split 8 or Better Championship           | 212      | Sam Farha          | $488.241   | James Dempsey              |
| $2.500 No Limit Hold'em Sixhanded                             | 1.245    | William Haydon     | $630.031   | Jeffrey Papola             |
| $1.500 Seven Card Stud Hi-Low 8 or Better                     | 644      | David Warga        | $208.682   | Maxwell Troy               |
| $2.500 Pot Limit Omaha                                        | 596      | Miguel Proulx      | $315.311   | L.J. Klein                 |
| $10.000 Limit Hold'em Championship                            | 171      | Matt Keikoan       | $425.969   | Daniel Idema               |
| $1.500 No Limit Hold'em                                       | 2.394    | Mike Ellis         | $581.851   | Christopher Gonzales       |
| $1.500 H.O.R.S.E.                                             | 828      | Konstantin Puchkov | $256.820   | Al Barbieri                |
| $5.000 No Limit Hold'em Sixhanded                             | 568      | Jeffrey Papola     | $667.433   | Mến Nguyễn                 |
| $2.500 Pot Limit Hold'em/Omaha                                | 482      | Luis Velador       | $260.517   | David Chiu                 |
| $1.000 Seniors No Limit Hold'em Championship                  | 3.142    | Harold Angle       | $487.994   | Michael Minetti            |
| $10.000 Heads Up No Limit Hold'em Championship                | 256      | Ayaz Mahmood       | $625.682   | Ernst Schmejkal            |
| $1.000 No Limit Hold'em                                       | 3.102    | Scott Montgomery   | $481.760   | Mick Carlson               |
| $3.000 H.O.R.S.E.                                             | 478      | Phil Ivey          | $329.840   | Bill Chen                  |
| $10.000 Pot Limit Hold'em Championship                        | 268      | Valdemar Kwaysser  | $617.214   | Matt Marafioti             |
| $1.500 No Limit Hold'em Shootout                              | 1.397    | Steven Kelly       | $382.725   | Jeffrey King               |
| $2.500 Seven Card Razz                                        | 365      | Frank Kassela      | $214.085   | Maxwell Troy               |
| $1.500 Pot Limit Omaha Hi-Low Split 8 or Better               | 847      | Steve Jelinek      | $245.871   | John Gottlieb              |
| $1.500 No Limit Hold'em                                       | 2.521    | Dean Hamrick       | $604.222   | Thomas O'Neal              |
| $10.000 H.O.R.S.E. Championship                               | 241      | Ian Gordon         | $611.666   | Richard Ashby              |
| $2.500 Mixed Hold'em (limit/no limit)                         | 507      | Gavin Smith        | $268.238   | Danny Hannawa              |
| $1.500 No Limit Hold'em                                       | 3.097    | Jesse Rockowitz    | $721.373   | Raymond Coburn             |
| $5.000 Pot Limit Omaha Hi-Low Split 8 or Better               | 284      | Chris Bell         | $327.040   | Dan Shak                   |
| $1.000 No Limit Hold'em                                       | 3.128    | Shawn Busse        | $485.791   | Owen Crowe                 |
| $2.500 Mixed Event                                            | 453      | Sigurd Eskeland    | $260.497   | Steve Sung                 |
| $1.500 No Limit Hold'em                                       | 2.543    | Michael Linn       | $609.493   | Taylor Larkin              |
| $5.000 Pot Limit Omaha                                        | 460      | Chance Kornuth     | $508.090   | Kevin Boudreau             |
| $3.000 Triple Chance No Limit Hold'em                         | 965      | Ryan Welch         | $559.371   | Jon Eaton                  |
| $25.000 No Limit Hold'em Sixhanded                            | 191      | Dan Kelly          | $1.315.518 | Shawn Buchanan             |
| $1.500 Limit Hold'em Shootout                                 | 548      | Brendan Taylor     | $184.950   | Ben Yu                     |
| $1.000 No Limit Hold'em                                       | 3.844    | Marcel Vonk        | $570.960   | David Peters               |
| $10.000 Pot Limit Omaha Championship                          | 346      | Daniel Alaei       | $780.599   | Miguel Proulx              |
| $2.500 No Limit Hold'em                                       | 1.941    | Tomer Berda        | $825.976   | Vladimir Kochelaevskiy     |

## Main Event

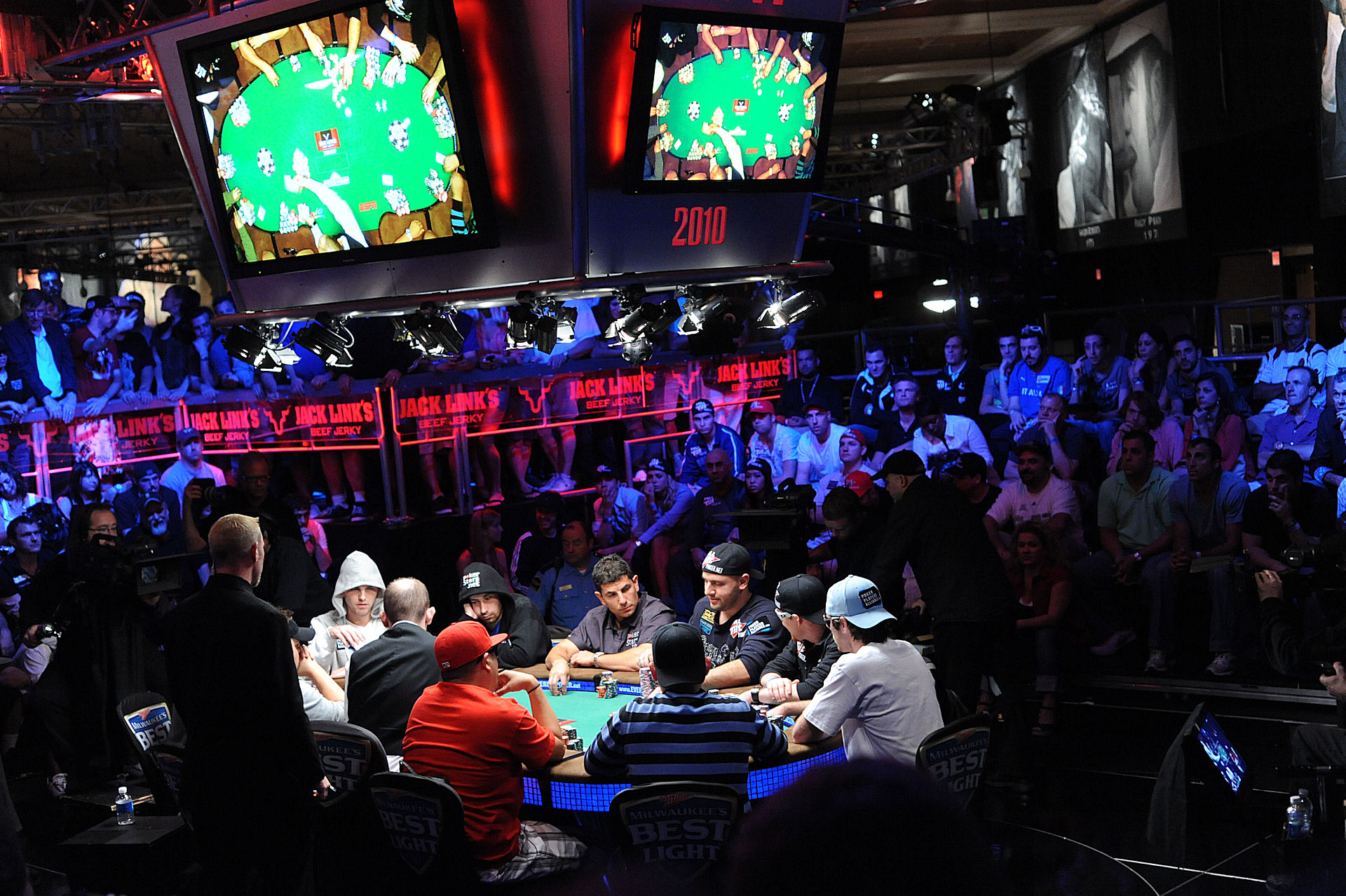
Il tavolo finale del Main Event 2010

I partecipanti al Main Event furono 7.319. Ciascuno di essi pagò un buy-in di 10.000 dollari. Tuttavia alcuni partecipanti ebbero accesso al Main Event grazie alla vittoria in alcuni tornei on-line di qualificazione. Il montepremi totale fu di 68.798.600 $.
Il Main Event fu disputato suddividendo i giorni di gara. La prima fase andò dal 5 al 17 luglio; il tavolo finale venne invece disputato il 6 novembre ed il 9 novembre, giorno in cui fu giocato l'heads-up finale tra Jonathan Duhamel e John Racener. La suddivisione dei giorni di gioco fu la seguente:

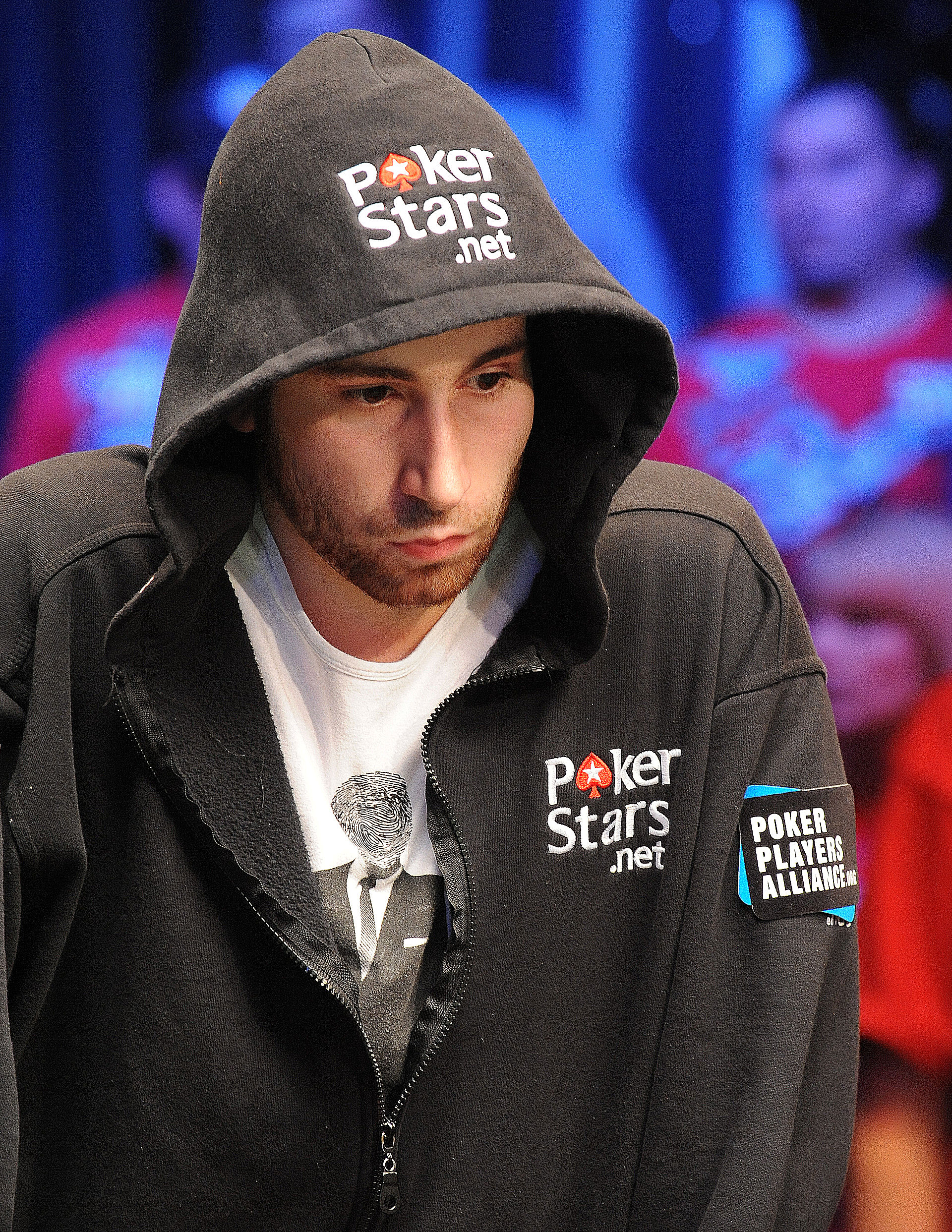
Jonathan Duhamel, vincitore del Main Event

| Giorno          | Data                    | Note                     |
| --------------- | ----------------------- | ------------------------ |
| 1A              | 5 luglio 2010           |                          |
| 1B              | 6 luglio 2010           |                          |
| 1C              | 7 luglio 2010           |                          |
| 1D              | 8 luglio 2010           |                          |
| 2A              | 9 luglio 2010           |                          |
| 2B              | 10 luglio 2010          |                          |
| 3               | 12 luglio 2010          |                          |
| 4               | 13 luglio 2010          |                          |
| 5               | 14 luglio 2010          |                          |
| 6               | 15 luglio 2010          |                          |
| 7               | 16 luglio 2010          | Si arrivò a 27 giocatori |
| 8               | 17 luglio 2010          | Si arrivò a 9 giocatori  |
| Tavolo finale   |                         |                          |
| 7 novembre 2010 | Si arrivò a 2 giocatori |                          |
| 9 novembre 2010 | Heads-up                |                          |

### Tavolo finale
| Piazzamento | Nome             | Premio     |
| ----------- | ---------------- | ---------- |
| 1°          | Jonathan Duhamel | $8.944.310 |
| 2°          | John Racener     | $5.545.955 |
| 3°          | Joseph Cheong    | $4.130.049 |
| 4°          | Filippo Candio   | $3.092.545 |
| 5°          | Michael Mizrachi | $2.332.992 |
| 6°          | John Dolan       | $1.772.959 |
| 7°          | Jason Senti      | $1.356.720 |
| 8°          | Matthew Jarvis   | $1.045.743 |
| 9°          | Cuong Soi Nguyen | $811.823   |